# 莫門斯 (伊利諾伊州)
莫門斯（英語：Momence）是一個位於美国伊利诺伊州坎卡基郡的城市。

## 地理
莫門斯的座標為41°10′00″N 87°40′00″W / 41.16667°N 87.66667°W，而該地的平均海拔高度為190米（即623英尺）。

## 人口
根據2010年美國人口普查的數據，莫門斯的面積為4.22平方千米，當中陸地面積為3.97平方千米，而水域面積為0.25平方千米。當地共有人口3310人，而人口密度為每平方千米784.36人。